# Dagmar Sedláčková
Dagmar Sedláčková (14. ledna 1931 Žabonosy, okres Kolín – 28. října 2008 Praha) byla česká akademická malířka, ilustrátorka a grafička.

## Život
V letech 1948–1953 vystudovala Vysokou školu uměleckoprůmyslovou v Praze pod vedením profesora Antonína Pelce. Kromě knih pro děti i pro dospělé ilustrovala také Čítanku pro 4. ročník zvláštní školy. Zemřela v den 90. výročí republiky v roce 2008 a byla pochována na Nuslelském hřbitově.

## Z knižních ilustrací
- Elizabeth Gaskellová: Mary Bartonová (1976).
- Jurij Jakovlevič Jakovlev: Ženich a nevěsta (1976).
- Ladislav Mňačko: Smrť sa volá Engelchen (1991).
- Jana Moravcová: Eva s modrým snem (1981).
- Nikolaj Nosov: Ťuk-ťuk-ťuk a jiné povídky (1955).
- Anatolij Sevasťjanov: Za medvědem na Kamčatku (1986).
- Konstantin Michajlovič Staňukovič: Muž přes palubu (1973).